# Amit nem akarsz tudni a szüleidről
Az Amit nem akarsz tudni a szüleidről (eredeti cím: Drunk Parents) 2019-ben bemutatott amerikai filmvígjáték, melyet Fred Wolf és Peter Gaulke forgatókönyvéből Fred Wolf rendezett. A főszereplők Alec Baldwin, Salma Hayek, Bridget Moynahan, Joe Manganiello, Natalia Cigliuti, Jim Gaffigan és Ben Platt.
Az Amerikai Egyesült Államokban 2019. április 19-én mutatták be, míg Magyarországon két hónappal korábban szinkronizálva, február 28-án a Big Bang Media forgalmazásában.

## Cselekmény
Frank és Nancy Teagarten komoly anyagi problémákkal küzd: Frank egykor sikeres cége csődközeli állapotba került, a házuk elzálogosítás alatt áll és Rachel nevű lányukat nemrég egy elit főiskolára küldték, melyet nem tudnak finanszírozni. A házaspár minden törvényes és kevésbé törvényes módszert bevet annak érdekében, hogy fenntarthassák a jómód látszatát.

## Szereplők
| Szerep           | Színész              | Magyar hang     |
| ---------------- | -------------------- | --------------- |
| Frank Teagarten  | Alec Baldwin         | Csankó Zoltán   |
| Nancy Teagarten  | Salma Hayek          | Pikali Gerda    |
| Bob Donnelly     | Joe Manganiello      | Nagypál Gábor   |
| Carl Mancini     | Jim Gaffigan         | Scherer Péter   |
| Jason Johnson    | Ben Platt            | Ágoston Péter   |
| Heidi Bianchi    | Aimee Mullins        | Bertalan Ágnes  |
| Dan Henderson    | Treat Williams       | Jakab Csaba     |
| Shope            | Sasha Mitchell       | Bognár Tamás    |
| Will             | Will Ferrell         | Mertz Tibor     |
| Rachel Teagarten | Michelle Veintimilla | Mentes Júlia    |
| Betty Donnelly   | Natalia Cigliuti     | Kis-Kovács Luca |
| Tristan Donnelly | Eddie Schweighardt   | Kretz Boldizsár |
| Trey Donnelly    | Jeremy Shinder       | Nagy Gereben    |
| Colin            | Colin Quinn          | Kardos Róbert   |

## A film készítése
2015 szeptemberében Alec Baldwin és Salma Hayek csatlakozott a filmhez, mint főszereplők. 2016. január 15-én Joe Manganiello, Jim Gaffigan, Bridget Moynahan és Ben Platt is csatlakoztak a szereplők köreihez. A film forgatását 2016. január 13-án kezdték.